# چارلز کوشنر
چارلز کوشنر (انگلیسی: Charles Kushner؛ زادهٔ ۱۶ مهٔ ۱۹۵۴) ساختمان ساز، سیاسی، جمع‌آوری‌کننده کمک‌های مالی سیاسی و نیکوکار آمریکایی است. در سال ۲۰۰۵ او در دادگاه فدرال برای کمک‌های مالی غیرقانونی به کمپین‌ها، فرار مالیاتی و دستکاری شهادت محکوم شد.

## پیشه
کوشنر با ام بی ای از دانشگاه نیویورک در سال ۱۹۷۶ و جی دی از مدرسه حقوق هوفسترا در سال ۱۹۷۹ فارغ‌التحصیل شد.
پسر او جرد با ایوانکا ترامپ، دختر دونالد ترامپ ازدواج کرده‌است.
پس از تحقیق دفتر دادستان بخش نیوجرسی ایالات متحده کوشنر به خاطر پرداخت کمک مالی غیرقانونی و فرار از مالیات و دستکاری در شهادت به وسیلهٔ تلاش برای ساکت کردن خواهر و شوهرخواهرش با ساختن نوار رابطه جنسی او با یک روسپی محکوم شد. کریس کریستی، دادستان وقت نیوجرسی، توافقی دست یافت که طی آن وی به دو سال زندان محکوم شد. او اکنون آزاد شده‌است.